# Play Rekord Polski 100 WAY 2015

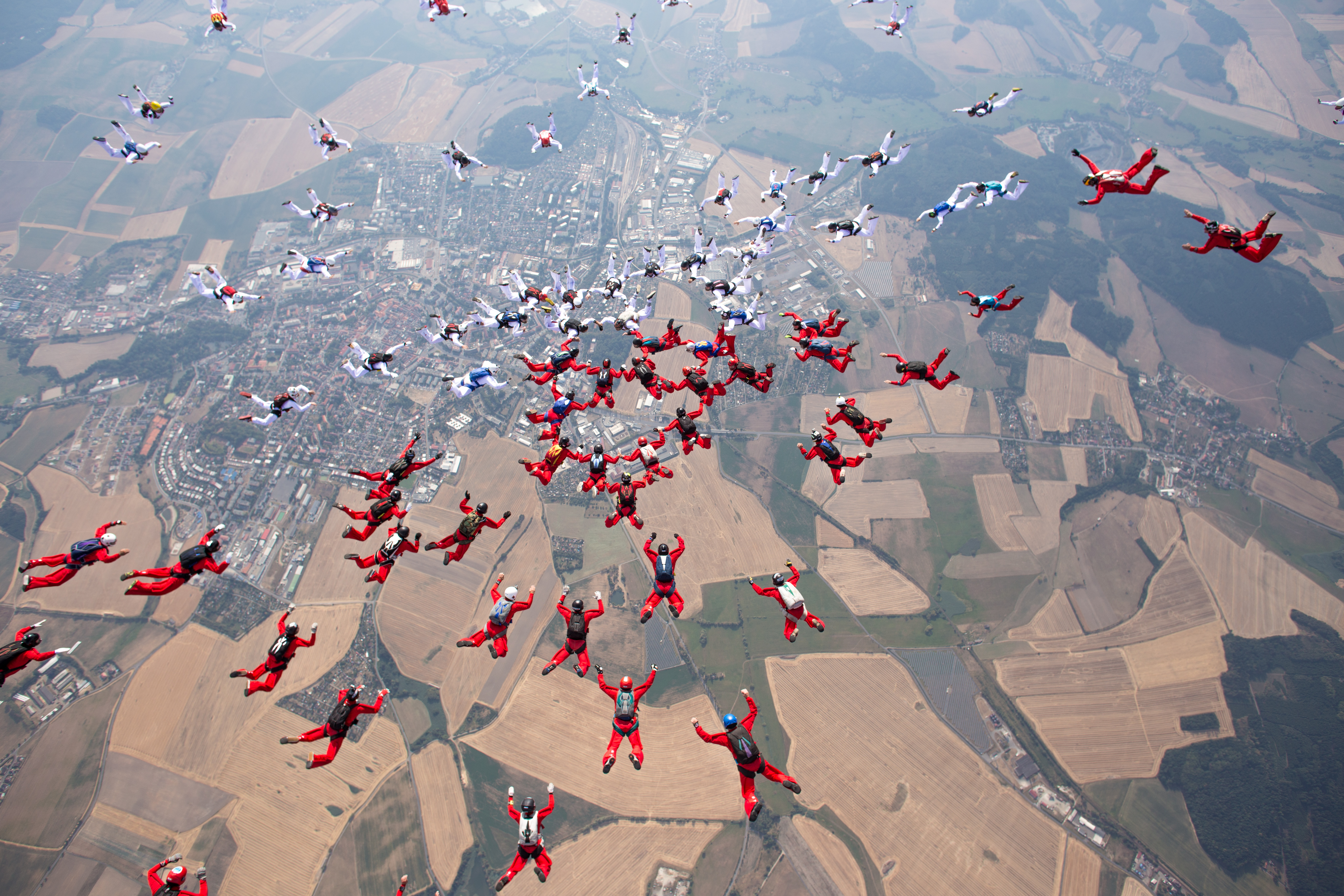
Próba zbudowania przez polskich skoczków 100-osobowej formacji w ramach Play Rekord Polski 100 WAY 2015

Play Rekord Polski 100 WAY 2015 – impreza spadochronowa, która odbyła się w dniach 11-14 sierpnia w czeskiej miejscowości Klatovy. Jej celem było ustanowienie Rekordu Polski 100 WAY w dyscyplinie BIG-WAY polegającej na tworzeniu wielkich powietrznych formacji. Spadochroniarze mieli za zadanie zbudowanie 100-osobowej formacji w barwach biało-czerwonych, złożonej wyłącznie z polskich zawodników. Rekord został ustanowiony 13 sierpnia w czasie 9 próby. Polska jest ósmym państwem na świecie, która dokonała takiego wyczynu i tym samym dołączyła do „Klubu 100-WAY”. W czasie trwania imprezy ustanowiono także dwa Rekordy Polski Kobiet. Organizatorem wydarzenia był największy ośrodek szkolenia spadochronowego w Polsce – SkyDive.pl.

## Ustanowienie Rekordu Polski 100 WAY
Rekord Polski 100 WAY został ustanowiony 13 sierpnia 2015 roku podczas 9 skoku. Zawodnicy wznieśli się za pomocą 5 samolotów na wysokość około 6000 metrów, która pozwoliła im wydłużyć spadanie i tym samym zyskać dodatkowy czas na zbudowanie formacji. Sama figura utrzymała się przez około 4 sekundy. Po wylądowaniu skoczkowie czekali na oficjalne potwierdzenie przez komisję sędziowską FAI, która po zapoznaniu się z materiałami filmowymi, zatwierdziła rekord.

## Rekord Polski Kobiet 34 WAY i wertykalny Rekord Polski Kobiet
10 sierpnia – dzień przed oficjalnym rozpoczęciem imprezy – polskie spadochroniarki podjęły próbę ustanowienia Rekordu Polski Kobiet w dyscyplinie BIG-WAY. Po 5 skokach 11 sierpnia udało im się stworzyć formację złożoną z 34 zawodniczek, która została utrzymana przez około 10 sekund. Jest to Rekord Polski Kobiet 34 WAY.
11 sierpnia polskie spadochroniarki ustanowiły także wertykalny Rekord Polski Kobiet (Head Down) czyli w spadaniu głową w dół. Udział brały w nim: Beata Masłowska, Olimpia Patej, Izabela Pilarczyk i Agnieszka Roman. Rekord został ustanowiony w czasie pierwszej próby.